# Das Liebespaar in der Schule
Das Liebespaar in der Schule ist ein kurzes orientalisches Märchen aus den Geschichten aus Tausendundeiner Nacht. In der Arabian Nights Encyclopedia ist es als ANE 109 gelistet (→ Tausendundeine Nacht – Liste der Geschichten).
Die Geschichte erzählt von einer Schul-Romanze zwischen einem Jungen und einem Sklavenmädchen, die sich mittels einer – mutmaßlichen – Wachs-(Hand)Tafel ihre Liebe gestehen.

## Handlung
Man erzählt sich, dass ein Jüngling mit einer jungen Sklavin in der Schule war und sie so leidenschaftlich liebte, dass er sich alle Mühe gab, sich ihr zu nähern. Eines Tages, als der Lehrer kein Auge auf seine Schüler hatte, schrieb er auf die Tafel der Sklavin folgende Verse:
„Was sagst du dem, den die Liebe so ausgetrocknet, wie ein dünnes Rohr? Dessen Schmerz so heftig ist, dass er seine Liebe nicht länger mehr in seinem Herzen verbergen kann?“
Als die Sklavin die Tafel wieder zur Hand nahm und des Jünglings Verse darauf fand, weinte sie vor Mitleid mit ihn und schrieb folgende Antwort:
„Sehen wir einen Jüngling, in dem die Liebesflamme glüht, so sind wir ihm von Herzen gut und sagen ihm, dass seine Liebe erwidert wird und viele Freuden bringen wird.“
Als sie diese Verse geschrieben hatte, trat der Lehrer wieder ins Zimmer, nahm ihre Tafel, und als er gelesen hatte, was dort stand, bemitleidete er die Liebenden und fügte folgende Verse hinzu:
„Erhöre deinen Geliebten, fürchte niemanden, habe Mitleid mit dem von Liebesgram Gepeinigten.“
Da trat zufällig der Eigentümer der Sklavin in die Schule, nahm die Tafel seiner Sklavin und las, was der Jünglings, das Sklavenmädchen und der Lehrer dort aufgeschrieben hatten. Da schrieb auch er folgende Verse hinzu:
„Möge Gott euch nie trennen und eure Verleumder stets beschämen, auch eueren Lehrer segne ich, weil er so nachsichtsvoll und teilnehmend war.“
Sodann ließ der Eigentümer der Sklavin den Qādī (Richter) und Zeugen rufen und einen Ehevertrag zwischen dem Jüngling und der Sklavin aufsetzen. Er ließ ihnen auch ein großes Mahl zubereiten und überhäufte sie mit Geschenken. Das verheiratete Paar lebte in Glück und Wohlstand, bis der Tod sie voneinander trennte.

## Hintergrund
Die Geschichte findet sich in den ägyptischen Manuskripten und einigen der frühen arabischen Druckausgaben aus dem 19. Jahrhundert. Gustav Weil verwendete für seine Sammlung die Bulaq-Edition, die Kalkutta-II-Edition nahmen Richard Francis Burton und Enno Littmann für ihre Sammlungen.

## Rezeption
Die Erzählung findet sich bereits in Nawâdir von al-Qalyubi (gest. 1658).